# El suelo es lava

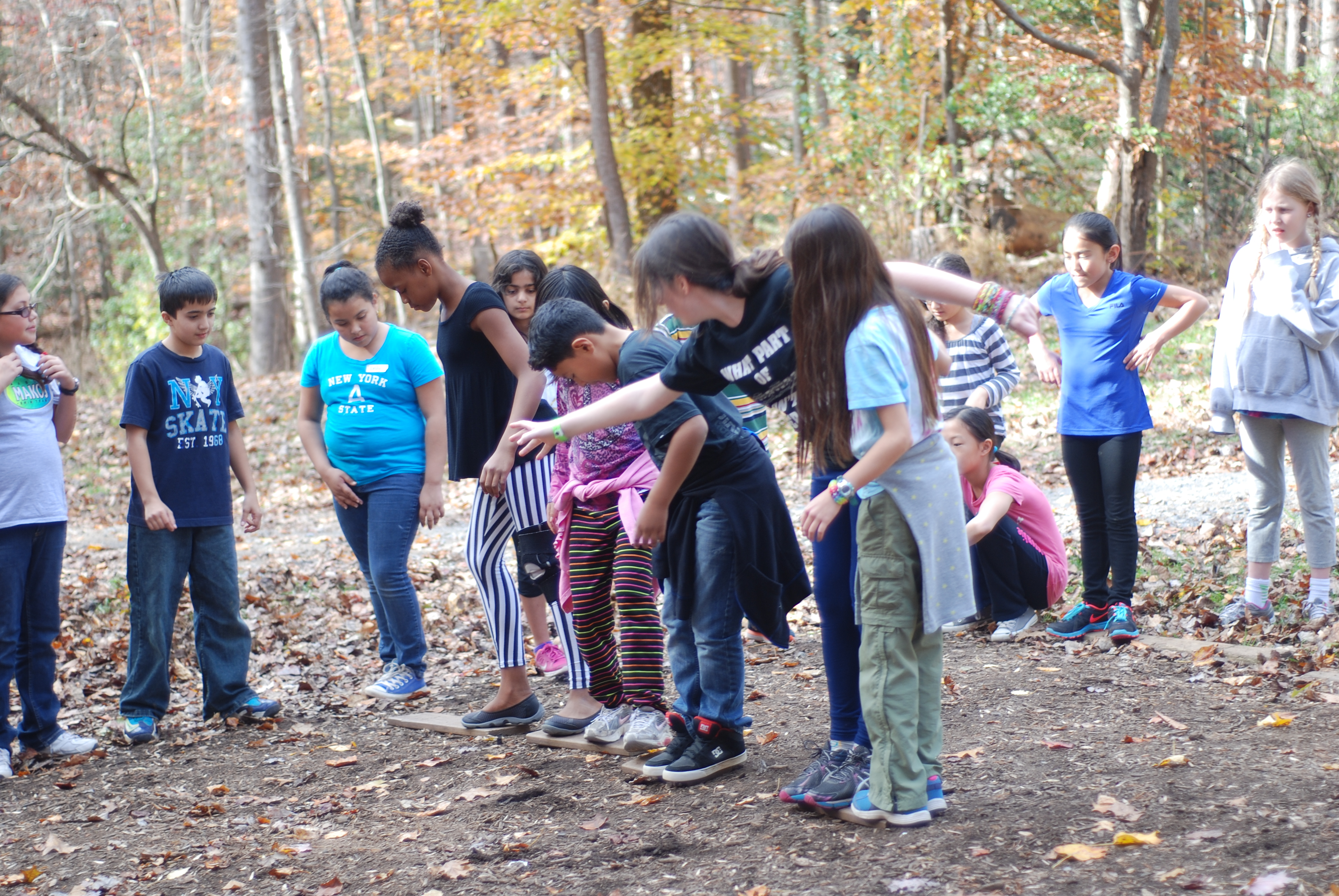
Juego de Cruce de la ciénaga donde los niños tienen que venir arriba con una estrategia de equipo que les dejará para cruzar una «ciénaga» que utiliza número limitado de islas portátiles (tableros) sin inundar (tocando la tierra).

El suelo es lava (o Lava caliente) es un juego, normalmente jugado por niños, en el que los jugadores imaginan que el piso o suelo está hecho de lava (o cualquiera otra sustancia letal, como ácido o arenas movidizas), y deben evitar tocar la tierra y «herirse». Los jugadores dejan de estar en el piso subiéndose a algún mueble de la habitación, como una cama o un armario. Los jugadores generalmente no pueden quedarse en su mobiliario y deben moverse de un objeto «seguro» a otro. Puede ser jugado grupalmente o de forma individual, para distracción. Incluso puede haber un objetivo al cual los jugadores tienen que llegar sin pisar el suelo. El juego también puede ser jugado al aire libre, en patios o áreas similares. Los jugadores también pueden instalar obstáculos para hacer el juego más desafiante. Esto es una variación de una carrera de obstáculos.
El juego comienza cuando un participante grita: «el piso es lava!». Cualquier jugador que queda tocando el piso en los siguientes segundos queda fuera del juego y no puede volver a entrar durante cierto periodo de tiempo.
A menudo hay prendas, elementos o lugares que pueden «regenerar» partes del cuerpo perdido o la salud entera. Dependiendo de los jugadores, estas prendas pueden ir desde tareas embarazosas hasta cosas sencillas, como encontrar a alguna persona con características puntuales.
En una versión llamada «El Monstruo de Lava Caliente», usualmente jugada en patios infantiles, los jugadores tienen que evitar el piso (arena, goma, madera, etc.) y subirse al equipamiento del juego. La persona que es el Monstruo tiene permitido pisar la lava con el objetivo de intentar marcar a otro jugador. En algunas versiones, el Monstruo no tiene permitido tocar ciertos obstáculos, como plataformas de madera, o sólo puede tocar objetos de un color asignado. El Monstruo debe atravesar estructuras como peloteros, deslizamientos de patio, barras de mono, cursos de cuerdas, etc. en vez de la plataforma principal.
Utilizando la Ley de Stefan-Boltzmann y tomando en cuenta la convección, científicos de la Universidad de Leicester han calculado que una versión de alto riesgo (donde el piso fuera verdaderamente lava) sería imposible de llevar a cabo, ya que el aire por encima de la lava tendría una temperatura demasiada alta para cualquier humano, y éste solamente podría sobrevivir unos segundos.